# Breathe (пісня Владани)
«Breathe» (укр. Дихай) — пісня чорногорської співачки Владани Вучинич, з якою вона представляла Чорногорію на Пісенному конкурсі Євробачення 2022 в Турині, Італія. Пісня була обрана для участі в конкурсі національним мовником країни RTCG шляхом внутрішнього відбору.

## Історія та зміст
«Breathe» була написана самою Вучинич разом з Дарко Димитровим. За словами Владани, пісня заснована на важких сімейних випробуваннях, яких співачка зазнала у 2021 році, коли її мати померла від Covid-19.
Владана також записала та випустила фінську («Jää») та італійську («Respira») версії пісні на своєму офіційному каналі YouTube.

## Пісенний конкурс Євробачення

### Відбір
28 жовтня 2021 року національний мовник RTCG відкрив період подання пісень для виконавців та авторів до 10 грудня 2021 року. Після закриття дедлайну RTCG отримав 30 заявок, з яких 24 відповідали всім умовам. Відбіркове журі оцінювало отримані роботи за низкою критеріїв: до 50 балів за композицію, до 30 балів за текст та до 20 балів за потенціал композиції.
4 січня 2022 року RTCG оголосила під час ранкового шоу TVCG 1 Dobro jutro Crna Goro, що Владана Вучич представлятиме Чорногорію в Турині. Владана раніше намагалася представляти Сербію і Чорногорію на пісенному конкурсі Євробачення у 2005 році з піснею «Samo moj nikad njen», яка не змогла пройти кваліфікацію з півфіналу, а у 2006 році з піснею «Željna», яку вона виконала в дуеті з Бояною Ненезіч і посіла п'ятнадцяте місце.
Владана заявила: «Я знаю, що життя знаходиться як у чорному, так і в білому кольорах, і кожен день — це абсолютно нова пісня. Ось чому це цікаво. Ми усвідомлюємо, що означає боротися за життя тільки тоді, коли воно починає боліти, і коли лікування є єдиною місією. Це моя пісня, мої ліки для Європи та світу».

### На Євробаченні
25 січня 2022 року було проведено жеребкування, яке розподілило кожну країну в один із двох півфіналів, а також визначило в якій половині шоу вони виступатимуть. Чорногорія потрапила до другого півфіналу, який відбувся 12 травня 2022 року, і виступила під 15 номером під час другої половини шоу. Співачка посіла 17-е (передостаннє) місце у півфіналі Євробачення 2022 з 33 балами (22 від глядачів та 11 від журі) та не змогла досягти фіналу конкурсу.